# 国包章一
国包 章一（くにかね しょういち、1947年12月 - ）は、日本の工学者（環境工学・水道工学）。学位は工学博士（東京大学・1983年）。静岡県立大学環境科学研究所副所長・大学院食品栄養環境科学研究院教授。
国立公衆衛生院水道工学部部長、国立保健医療科学院水道工学部部長、静岡県立大学大学院生活健康科学研究科環境科学専攻専攻長を歴任した。

## 来歴

### 生い立ち
1947年12月生まれ。東京大学に進学し、工学部の都市工学科にて都市工学などを学んだ。1971年6月に同大学を卒業し、翌月に厚生省の施設等機関である国立公衆衛生院に採用された。なお、のちに東京大学より工学博士の学位を授与されている。

### 国立公衆衛生院
国立公衆衛生院では衛生工学部に配属され、研究員として勤務した。その間、アレクサンダー・フォン・フンボルト財団より招聘され西ドイツに渡り、1984年4月から翌年7月までアーヘン工科大学とバーンバッハ貯水池管理組合の客員研究員を務めた。また、国際協力事業団による派遣専門家としてインドネシアに渡り、1989年8月から1992年1月まで水道や環境衛生などの分野で支援活動を行った。
1997年7月には、国立公衆衛生院にて水道工学部の部長に就任した。2001年1月、中央省庁再編により厚生省は労働省と統合され、新たに厚生労働省が設置された。それにともない、国立公衆衛生院も厚生労働省の施設等機関となったが、そのまま引き続き勤務する。また、東京大学大学院工学系研究科に附置されている東京大学附属水環境制御研究センターにて、同月より客員教授に併任されることとなった。

### 国立保健医療科学院
2002年4月、国立公衆衛生院は国立医療・病院管理研究所、国立感染症研究所の一部と統合され、新たに国立保健医療科学院が設置された。それにともない、国立保健医療科学院に勤務することになり、同院の水道工学部にて初代部長に就任した。また、東京大学附属水環境制御研究センターの客員教授も引き続き務めており、2008年3月まで併任されていた。

### 静岡県立大学
2008年6月より2013年3月まで静岡県立大学に勤務 した。同大学の環境科学研究所にて教授に就任した。同時に、同大学の大学院にて、生活健康科学研究科の教授も兼務することとなった。生活健康科学研究科では主に環境科学専攻の講義を担当し、2011年には坂口眞人の後任として同専攻の専攻長に就任した。
2012年4月、静岡県立大学大学院の生活健康科学研究科は薬学研究科と統合され、新たに薬学研究院と食品栄養環境科学研究院の2研究院と薬食生命科学総合学府の1学府に再編された。それにともない、同大学大学院の食品栄養環境科学研究院の教授を兼務することとなった。大学院では、主に薬食生命科学総合学府の環境科学専攻の講義を担当した。

## 研究
専門は工学であり、環境工学や水道工学など公衆衛生に関わる分野を研究している。特に水道についての研究を多く手掛けており、水源管理や水質規制制度についての国際比較や、開発途上国の水や衛生についての調査など、国際的な視点に基づいた研究も多い。また、水道に対して地球温暖化がどのような影響を及ぼすのかについての研究も進めている。世界保健機関にて飲料水水質ガイドライン逐次改訂委員会の委員を務めたり、厚生労働省で水質基準逐次改正検討会や水道における微生物問題検討会の委員を務めるなど、専門分野に関わる審議会等の一員として活動することも多い。そのため、世界保健機関の飲料水水質ガイドラインなどに関する共著書や監訳書などを幾つか著している。

## 略歴
- 1971年 - 東京大学工学部卒業。
- 1971年 - 国立公衆衛生院衛生工学部研究員。
- 1984年 - アーヘン工科大学客員研究員。
- 1984年 - バーンバッハ貯水池管理組合客員研究員。
- 1997年 - 国立公衆衛生院水道工学部部長。
- 2001年 - 東京大学附属水環境制御研究センター客員教授。
- 2002年 - 国立保健医療科学院水道工学部部長。
- 2008年 - 静岡県立大学環境科学研究所教授。
- 2008年 - 静岡県立大学大学院生活健康科学研究科教授。
- 2011年 - 静岡県立大学大学院生活健康科学研究科環境科学専攻専攻長。
- 2012年 - 静岡県立大学大学院食品栄養環境科学研究院教授。
- 2013年 - 定年退職

## 著作

### 共著
- T. Thompson, J. Fawell, S. Kunikane, et al. Chemical Safety of Drinking-Water -- Assessing Priorities for Risk Management, World Health Organization, 2007. ISBN 978-92-4-154676-8
- ワークショップ「自然と共生した流域圏・都市の再生」実行委員会編著、丹保憲仁監修『自然と共生した流域圏・都市の再生――流域圏から都市・地域環境の再生を考える』技報堂出版、2010年。ISBN 978-4-7655-1774-4
- J. Cotruvo, N. Voutchkov and J. Fawell, Desalination Technology -- Health and Environmental Impacts, IWA Publishing, 2010. ISBN 978-1-84339-347-4

### 監修
- 国包章一監修、水道技術研究センター編『水道膜ろ過法入門』改訂版、日本水道新聞社、2002年。ISBN 4-930941-30-X
- 日本水環境学会編『日本の水環境行政』改訂版、ぎょうせい、2009年。ISBN 978-4-324-08647-6

### 翻訳
- WHO編、国包章一・遠藤卓郎・西村哲治監訳『WHO飲料水水質ガイドライン』3版、1巻、日本水道協会、2008年。ISBN 978-4-904017-03-6